# Tomáš Konečný
Tomáš Konečný (Jerman, 11 oktober 1973) is een Tsjechisch voormalig wielrenner.

## Belangrijkste overwinningen
1996
- 4e etappe Commonwealth Bank Classic

1998
- 3e etappe Ronde van de Algarve
- 6e etappe Ronde van de Algarve
- Eindklassement Ronde van de Algarve

1999
- Tsjechisch kampioen op de weg, Elite

2000
- Eindklassement GP de Beauce

2003
- 4e etappe Ronde van Nedersaksen
- 8e etappe Vredeskoers
- 4e etappe GP de Beauce

## Resultaten in voornaamste wedstrijden
| Jaar | Ronde van Italië | Ronde van Frankrijk | Ronde van Spanje |
| ---- | ---------------- | ------------------- | ---------------- |
| 1997 |                  |                     |                  |
| 2001 |                  |                     | 16e (1)          |
| 2002 |                  | 65e                 |                  |
| 2004 |                  |                     | opgave           |

| Jaar | Milaan-San Remo | Luik-Bast.‑Luik | Ronde van Lombardije |  | WK op de weg |  | Wereldranglijsten |
| ---- | --------------- | --------------- | -------------------- |  | ------------ |  | ----------------- |
| 1997 |                 |                 |                      |  | 69e          |  |                   |
| 2001 |                 |                 | 16e                  |  | 9e           |  |                   |
| 2002 | 6e              | 71e             |                      |  | 87e          |  | 27e (UWB)         |
| 2004 |                 |                 |                      |  | 57e          |  |                   |